# رز اگلندتریا
رز اگلندتریا (نام علمی: Rosa eglanteria) علامت اختصاری E، یا (نام علمی: rosa rubiginosa) یا (به انگلیسی: Sweet briar) یکی از گونه‌های رز و همچنین نام یکی از گروه‌های رزهای باغی قدیمی است. ویژگی آن معطر بودن برگ آن است.